# 7960 Condorcet
A 7960 Condorcet (ideiglenes jelöléssel 1994 PW16) a Naprendszer kisbolygóövében található aszteroida. Eric Walter Elst fedezte fel 1994. augusztus 10-én.